# Frente Nacional (Gran Bretaña)
El Frente Nacional (in: "National Front", abreviado NF) es un partido político de extrema derecha y fascista del Reino Unido. Actualmente está dirigido por Tony Martin. Como partido minoritario, nunca ha tenido representantes elegidos en el Parlamento británico ni en el europeo, aunque ha conseguido un pequeño número de concejales gracias a las deserciones, y ha tenido algunos de sus representantes elegidos en consejos comunitarios. Fundado en 1967, alcanzó el punto álgido de su apoyo electoral a mediados de la década de 1970, cuando fue brevemente el cuarto partido del Reino Unido en términos de porcentaje de votos.

## Historia
El NF fue fundado por A. K. Chesterton, antiguo miembro de la Unión Británica de Fascistas, como una fusión entre su Liga de Leales al Imperio y el antiguo Partido Nacional Británico. Pronto se le unió el Greater Britain Movement, cuyo líder John Tyndall fue elegido presidente del Frente en 1972. Bajo el liderazgo de Tyndall, aprovechó el creciente descontento por la migración de los sudasiáticos a Gran Bretaña, aumentando rápidamente su número de miembros y su porcentaje de votos en las zonas urbanas del este de Londres y el norte de Inglaterra. Su perfil público se elevó a través de marchas y mítines callejeros, que a menudo desembocaron en violentos enfrentamientos con manifestantes antifascistas, sobre todo en los desórdenes de 1974 en Red Lion Square y en la batalla de Lewisham de 1977. En 1982, Tyndall abandonó el Frente Nacional para formar un nuevo Partido Nacional Británico (BNP). Muchos miembros del NF desertaron al BNP de Tyndall, lo que contribuyó a un descenso sustancial del apoyo electoral del Frente. Durante la década de 1980, el NF se dividió en dos; el NF de la Bandera mantuvo la ideología más tradicional, mientras que el NF Oficial adoptó una postura tercerposicionista antes de disolverse en 1990. En 1995, la dirección del FN de la Bandera transformó el partido en los Demócratas Nacionales, aunque un pequeño grupo disidente conservó el nombre del FN; sigue presentándose a las elecciones, aunque sin éxito. 
Ideológicamente situado en la extrema derecha de la política británica, el NF ha sido caracterizado como fascista o neofascista por los politólogos. Diferentes facciones han dominado el partido en distintos momentos de su historia, cada una con su propia inclinación ideológica, incluyendo neonazis, strasseristas y populistas de extrema derecha. El partido defiende la opinión nacionalista étnica de que sólo los blancos deben ser ciudadanos del Reino Unido. El NF pide que se ponga fin a la inmigración de no blancos en el Reino Unido y que los británicos no blancos establecidos sean despojados de su ciudadanía y deportados. Es un partido de supremacía blanca que promueve el racismo biológico y la teoría de la conspiración del genocidio blanco, y pide el separatismo racial global y condena las relaciones interraciales y el mestizaje. Adopta teorías conspirativas antisemitas, respaldando la negación del Holocausto y afirmando que los judíos dominan el mundo tanto a través del comunismo como del capitalismo financiero. Promueve el proteccionismo económico, el euroescepticismo duro y el alejamiento de la democracia liberal, mientras que sus políticas sociales se oponen al feminismo, a los derechos LGBT y a la permisividad social. 
Después del BNP, el NF ha sido el grupo de extrema derecha con más éxito en la política británica desde la Segunda Guerra Mundial. A lo largo de su historia, ha creado subgrupos como una asociación sindicalista, un grupo juvenil y la organización musical Rock Against Communism (RAC). Sólo se permite la afiliación de blancos al partido y, en su época de esplendor, la mayor parte de su apoyo procedía de comunidades de trabajadores británicos blancos y de clase media baja del norte de Inglaterra y del este de Londres. A lo largo de su historia, el NF ha generado una fuerte oposición por parte de grupos de izquierda y antifascistas, y a los miembros del NF se les prohíbe por ley pertenecer a varias profesiones.

## Sumario de resultados electorales del NF
| Año       | Número de Candidatos | Total de votos | Votantes promedio p/candidato | Porcentaje de voto | Depósitos ahorrados | Cambio (porcentaje de puntos) | Número de asientos |
| --------- | -------------------- | -------------- | ----------------------------- | ------------------ | ------------------- | ----------------------------- | ------------------ |
| 1970      | 10                   | 11,449 (#10)   | 1,145                         | 0.04               | 0                   | N/A                           | 0                  |
| Feb.-1974 | 54                   | 76,865 (#8)    | 1,423                         | 0.2                | 0                   | +0.16                         | 0                  |
| Oct.-1974 | 90                   | 113,843 (#8)   | 1,265                         | 0.4                | 0                   | +0.2                          | 0                  |
| 1979      | 303                  | 191,719 (#6)   | 633                           | 0.6                | 0                   | +0.2                          | 0                  |
| 1983      | 60                   | 27,065 (#12)   | 451                           | 0.1                | 0                   | −0.5                          | 0                  |
| 1987      | 1                    | 286 (#23)      | 286                           | 0.0                | 0                   | −0.1                          | 0                  |
| 1992      | 14                   | 4,816 (#22)    | 344                           | 0.1                | 0                   | 0.0                           | 0                  |
| 1997      | 6                    | 2,766 (#29)    | 461                           | 0.0                | 0                   | −0.1                          | 0                  |
| 2001      | 5                    | 2,484 (#30)    | 497                           | 0.0                | 0                   | 0.0                           | 0                  |
| 2005      | 13                   | 8,029 (#23)    | 617                           | 0.0                | 0                   | 0.0                           | 0                  |
| 2010      | 17                   | 10,784 (#19)   | 634                           | 0.0                | 0                   | 0.0                           | 0                  |
| 2015      | 7                    | 1,114 (#39)    | 634                           | 0.0                | 0                   | 0.0                           | 0                  |